# Nordecon
Nordecon AS (anciennement AS Eesti Ehitus et Nordecon International AS) est une entreprise de construction basée à Tallinn en Estonie.

## Présentation
Nordecon a des activités commerciales en l'Estonie, en Suède, en Finlande et en Ukraine.
Les principales filiales de Nordecon sont Nordecon Betoon (52%), Hiiu Teed (100%), Järva Teed (100%), Eston Ehitus (98%), Kaurits (66%), Nordecon Statyba (70%) et Eurocon (63%).

## Actionnaires
Au 31 décembre 2019, le plus importants actionnaires de Nordecon sont:
| #  | Actionnaire                         | Actions    | %      |
| -- | ----------------------------------- | ---------- | ------ |
| 1  | Nordic Contractors AS               | 16 507 464 | 50.99% |
| 2  | Luksusjaht AS                       | 4 221 522  | 13.04% |
| 3  | Rondam AS                           | 1 000 000  | 3.09%  |
| 4  | SEB Pank AS                         | 710 000    | 2.19%  |
| 5  | ASM Investments OÜ                  | 506 000    | 1.60%  |
| 6  | Mati Kalme                          | 400 000    | 1.24%  |
| 7  | Midas Invest OÜ                     | 385 000    | 1.19%  |
| 8  | State Street Bank and Trust Company | 368 656    | 1.14%  |
| 9  | Lembit Talpsepp                     | 381 751    | 0.98%  |
| 10 | SEB Elu- ja Pensionikindlustus AS   | 255 000    | 0.79%  |